# إجراءات مؤسسة ويكيميديا على ويكيبيديا الصينية 2021
2021 إجراءات مؤسسة ويكيميديا على ويكيبيديا الصينية اتخذت مؤسسة ويكيميديا إجراءً رسميًا في 13 سبتمبر 2021، بشأن ويكيبيديا الصينية بعد التحقيق مع مستخدمين من ويكيميديا الصين (WMC أو WMCUG)، وهي مجموعة مستخدمي ويكيبيديا غير تابعة لها.
يوم 13 سبتمبر 2021، حظرت مؤسسة ويكيميديا عالميًا سبعة حسابات من تحرير ويكيبيديا، وألغت الحقوق الإدارية لإثني عشر حسابًا، وحذرت اثني عشر مستخدمًا آخر. تم إلغاء حقوق أربعة من العشرة الأوائل الأكثر نشاطًا من المسؤولين في ويكيبيديا الصينية. تم الإعلان عن هذه الإجراءات في 13 سبتمبر 2021 بتوقيت جرينتش من قبل ماجي دينيس، نائب رئيس المرونة المجتمعية والاستدامة في الإدارة القانونية بمؤسسة ويكيميديا.

## الخلفية
على الرغم من الرقابة في الصين القارية، وبما أن الشبكات الافتراضية لا يُسمح لها عادةً بتحرير ويكيبيديا، فقد سمح مسؤولو ويكيبيديا من الصين بإعفاء عدد محدد من مستخدمي البر الرئيسي من حظر عنوان IP. يتم تجنيد هؤلاء المستخدمين لتغيير المحتوى التحريري على ويكيبيديا لدعم وجهة نظر الصين و/أو لدعم انتخاب المسؤولين الحكوميين المؤيدين للصين على ويكيبيديا، بهدف السيطرة على ويكيبيديا كجزء من الجهود المنسقة للحزب الشيوعي الصيني لدفع روايتهم المفضلة على المنصات التي تحترم مصداقيتها العالمية. هناك هجرة للمحررين المتطوعين الذين تركوا بايدو بايك، وهي شركة منافسة محلية تعاني من مشاكل الرقابة الذاتية والتسويق، للانضمام إلى ويكيبيديا الصينية لأن "المساهمين أرادوا امتياز العمل على موسوعة إنترنت عالية الجودة" والتي "تحمل أيضًا قدرًا كبيرًا من القوة الدولية". وقد اقترح المراقبون أن مثل هذه التحركات لا ترجع فقط إلى مواطني البر الرئيسي الوطنيين، بل إلى "استراتيجية منسقة هيكلية أكبر لدى الحكومة للتلاعب بهذه المنصات" إلى جانب ويكيبيديا، مثل تويتر وفيسبوك.

## تعليقات
في إعلان على ويكيميديا حول هذه الإجراءات، اعترفت ماجي دينيس بالطبيعة الجذرية لإجراءات المؤسسة ولكنها أكدت أن القرار كان مبنيًا على عدد من الاعتبارات وتحقيق معمق. وقررت المؤسسة اتخاذ هذا الإجراء بعد أن صرحت ماجي دينيس لوسائل الإعلام بأن المحررين حاولوا التلاعب بمحتوى المقالات وكذلك انتخاب الإداريين وأن محررين آخرين تعرضوا لأذى جسدي. ولكنها لم تكن تنوي اتهام الحكومة الصينية.
ردًا على ذلك، نشر ويكيميديون للصين رسالة مفتوحة واصفًا تصرفات مؤسسة ويكيميديا بأنها لا أساس لها من الصحة، وأعلنت عن نيتها مقاومة الحملة بالقيام بعمل عملي. زعمت صحيفة جلوبال تايمز، وهي صحيفة شعبية مملوكة رسميًا للجنة المركزية للحزب الشيوعي الصيني وتديرها، أن مؤسسة ويكيميديا "طهرت" المحررين الصينيين.
في مقابلة مع برنامج خيمة التكنولوجيا على قناة بي بي سي تعليقًا على أحدث الهواجس بشأن الصين، أكدت ماريانا إسكندر، الرئيسة التنفيذية الجديدة لمؤسسة ويكيميديا، على استقلالية مجتمع ويكيبيديا وقالت: "أحد الأشياء المبكرة جدًا التي تعلمتها في هذه العملية هو أن مؤسسة ويكيميديا بالتأكيد لا تلعب دورًا في تحديد السياسة التحريرية وأن هذه هي المناقشات التي تحدث في المجتمعات".
علق جيمي ويلز، أحد مؤسسي ويكيبيديا، على هذه الإجراءات في مقابلة مع بي بي سي: "لدي خبرة عميقة في التحدث إلى الناس في جميع أنحاء العالم، والفكرة القائلة بأن الناس في الصين، على سبيل المثال، مغسولو الأدمغة لدرجة أنهم لا يستطيعون رؤية أن الحياد هو مجرد فكرة زائفة"، لكنه قال "إن فكرة استبعادنا للصين هي فكرة سخيفة. نحن نرحب بأذرع مفتوحة بالمحررين من الصين".

## الأحداث اللاحقة
في 7 أكتوبر 2021، في الدورة الثانية والستين للمنظمة العالمية للملكية الفكرية، صوتت جمهورية الصين الشعبية ضد طلب مؤسسة ويكيميديا أن تصبح مراقبًا رسميًا للمنظمة العالمية للملكية الفكرية على أساس أن ويكيبيديا تنتهك "مبدأ الصين الواحدة" و"تنشر معلومات كاذبة". كانت الصين الدولة الوحيدة من بين 193 دولة عضو في المنظمة التي صوتت ضد طلب الويبو، مما تسبب في فشل طلب مؤسسة ويكيميديا.
أظهر أحد مستخدمي ويكيميديا لإذاعة صوت أمريكا لقطة شاشة لإعلان نشره المستخدم المحظور عالميًا "والتر جراسروت" في مجموعة ويكيميديا في الصين القارية كيو كيو بعد رفض طلب المؤسسة. وبحسب الإعلان، بعد أن حظرت المؤسسة المستخدمين الصينيين، قدم مستخدمو ويكيميديا الصينيون وثائق ذات صلة إلى السفارة الصينية في جنيف عبر قنوات مختلفة. واقترح والتر جراسروت أيضًا أن فشل طلب المؤسسة كان بمثابة خبر جيد. من عام 2021 إلى عام 2024، فشلت جميع محاولات مؤسسة ويكيميديا والفروع المحلية للانضمام إلى المنظمة العالمية للملكية الفكرية.

#### تشيووين بايك
في مقابلة مع هيئة الإذاعة البريطانية في أواخر أكتوبر 2021، قال عضو WMC المحظور عالميًا يان "تيكيان" إنمينج و6 مستخدمين آخرين إن مجموعة المستخدمين كانت تحاول إنشاء "نسخة صينية من ويكيبيديا"، وهي منصة تمثل آراء بكين حول بعض القضايا السياسية ليتمكن الأشخاص في البر الرئيسي للصين من الوصول إليها دون الحاجة إلى شبكة VPN تحت إشراف حكومة جمهورية الصين الشعبية وستستخدم بعض محتوى ويكيبيديا.
في ديسمبر 2021، أخبر، تكنيان، شركة فاست كومباني أن "شركة عملاقة في مجال التكنولوجيا" كانت تتفاوض على شراكة معهم، وأن أكثر من 40 محررًا صينيًا في ويكيبيديا انضموا إلى كيوين بإجمالي 200 محرر نشط. وأن الناس سوف يشاركون في كل من ويكيبيديا وتشيوين.
في فبراير 2022، أنكرت شركة الموسوعة التفاعلية التابعة لشركة بايت دانس وجود شراكة بين بايت دانس وWMC لتقديم الدعم الفني والمالي لـ تشيو وين بايك.